# Messerschmitt Bf 163
De Messerschmitt Bf 163  is een verkenningsvliegtuig ontworpen door de Duitse vliegtuigontwerper Messerschmitt.

## Ontwikkeling
Dit toestel had niets te maken met de latere Me 163. Dit was een ontwerp voor een STOL-verkenner. Het werd ontwikkeld door Dipl-Ing Robert Lüsser onder de projectaanduiding P.1051. Het had concurrentie van de Siebel Si 201 en Fieseler Fi 156 Storch. Het was voorzien van een erg lang landingsgestel en de vleugel was hoog boven op de romp geplaatst. Het meest in het oog springende onderdeel was wel de vleugel die over een hoek van 25 graden kon worden gekanteld. Messerschmitt liet het toestel bouwen door de Weser-fabriek. Men had het zelf te druk met de ontwikkeling en bouw van de Bf 109.

## Prototypen
Er werden drie prototypen en tien voorproductietoestellen besteld. Deze werden aangeduid als de Bf 163A-0. In oktober 1937 werd dit echter teruggebracht naar twee toestellen.
- De Bf 163V1 (D-IUCY) vloog voor het eerst op 19 februari 1938.
- De Bf 163V2 werd nooit afgebouwd.

## Einde van het project
Het toestel werd niet in productie genomen. Men koos uiteindelijk voor de Fieseler Fi 156. Dit toestel was goekoper te produceren en beschikte over betere prestaties. Wel verkoos het Reichsluftfahrtministerium de Bf 163 boven de Siebel Si 201.
Vooroorlogse ontwerpen:
S 7 ·
S 8 ·
S 9 ·
S 10 ·
S 13 ·
S 14 ·
S 15 ·
S 16 ·
M 17 ·
M 18 ·
M 19 ·
M 20 ·
M 21 ·
M 22 ·
M 23 ·
M 24 ·
M 25 ·
M 26 ·
M 27 ·
M 28 ·
M 29 ·
M 30 ·
M 31 ·
M 33 ·
M 35 ·
M 36 · 
M 37
Ontwerpen 1933-1945:
Bf 108 · 
Bf 109 ·
Bf 109TL ·
Bf 109Z ·
Bf 110 ·
Bf 161 ·
Bf 162 ·
Me 163 · 
Me 209 ·
Me 210 ·
Me 261 ·
Me 262 · 
Me 263 ·
Me 264 · 
Me 265 · 
Me 290 · 
Me 309 ·
Me 309Z ·
Me 321 · 
Me 323 · 
Me 328 · 
Me 334 ·
Me 410 · 
Me 509 · 
Projecten tot 1945:
P.1051 ·
P.1062 ·
P.1065 ·
P.1070 ·
P.1073 ·
P.1092 ·
P.1095 ·
P.1099 ·
P.1100 ·
P.1101 ·
P.1102 ·
P.1103 ·
P.1104 ·
P.1106 ·
P.1107 ·
P.1108 ·
P.1109 ·
P.1110 ·
P.1111 ·
P.1112
Libelle ·
Schwalbe ·
Wespe ·
P.08.01 ·
Zerstörer Project II
Overig:
C-44